# Habitatge al carrer de Sant Domènec, 23 (Manlleu)
L'Habitatge al carrer de Sant Domènec, 23 és una obra de Manlleu (Osona) inclosa a l'Inventari del Patrimoni Arquitectònic de Catalunya.

## Descripció
Edifici de planta baixa i dues plantes pis. La façana està composta en planta per un portal en un lateral i dues finestres i a sobre s'hi obren simètricament tres balconades a cada planta. El balcó del primer pis és continu amb barana de forja mentre que els de la segon són individualsi es sustenten amb mènsules de pedra decorades. A sobre hi ha tres obertures circulars de ventilació de les golfes.
La façana és estucada simulant carreus de pedra i amb emmarcament a les obertures en les plantes pis. Les obertures de la planta baixa són de pedra.